# Psychilis atropurpurea
Psychilis atropurpurea là một loài thực vật có hoa trong họ Lan. Loài này được (Willd.) Sauleda miêu tả khoa học đầu tiên năm 1988.